# 우루과이역 (밀라노 지하철)
우루과이역(이탈리아어: Uruguay)은 밀라노 지하철 1호선의 역이다. 1980년 4월 12일에 문을 열었으며 베네데토 크로체 가 (via Benedetto Croce)와 자코모 가 (via Giacomo) 사이에 위치해 있다. 지하에 위치한 역이며, 시내 요금 구간 내에 포함되어 있다.

## 시설
이 역에는 다음과 같은 시설이 있다.
- 에스컬레이터
- 승차권 자동 판매기
- 역 감시카메라

| 밀라노 지하철           | 밀라노 지하철       | 밀라노 지하철    |
| ----------------------- | ------------------- | ---------------- |
| 람푸냐노 세스토 1º 마조 | 밀라노 지하철 1호선 | 보놀라 로 피에라 |